# Стошич, Влада
Влада Стошич (серб. Vlada Stošic / Влада Стошић, родился 31 января 1965 во Вране) — югославский и сербский футболист, полузащитник, победитель Кубка европейских чемпионов 1991 года. Ныне спортивный директор испанского «Бетиса».

## Карьера

### Клубная
Воспитанник школы враньевского «Динамо». В 1984 году пришёл в профессиональный югославский футбол, начав выступать за «Црвену Звезду». На правах аренды играл в столичном «Раде», «Радничках» из Ниша и австралийской команде югославских эмигрантов. В сезоне 1990/1991 завоевал с «красно-белыми» Кубок Европейских Чемпионов: на 84-й минуте вышел на замену вместо Деяна Савичевича.
В 1992 году из-за обострившейся обстановки уехал в Испанию, где выступал сначала за «Мальорку», а затем (когда «Мальорка» вылетела из Примеры) за «Реал Бетис». В 1997 году он уехал играть в «Атланте» из Мексики, где встретился с бывшим одноклубником Миодрагом Белодедичем. Летом, уже в возрасте 34 лет, Стошич вернулся в Европу и завершил карьеру в составе португальского клуба «Витория» из Сетубала. Ныне он является спортивным директором «Бетиса».

### Сборная
Единственную игру за сборную Стошич провёл 12 сентября 1990 года в Белфасте против Северной Ирландии. В том матче он заменил легендарного Драгана Стойковича.